# Бунин, Пётр Сергеевич
Пётр Серге́евич Бу́нин (1904 — 30 января 1977, Красноярск) — советский сотрудник правоохранительных органов, генерал-лейтенант милиции, заслуженный работник МВД.

## Биография
Пётр Сергеевич Бунин родился в 1904 году в селе Афанасьевское на Хону Тимского уезда Курской губернии в крестьянской семье.
Член ВКП(б). 5 мая 1943 на базе бывшего 4-го отдела Транспортного управления НКВД СССР образовано Управление транспортной милиции ГУМ НКВД СССР. Его начальником назначен комиссар милиции 3-го ранга П. С. Бунин.

### Награды
- Орден Красного Знамени (02.07.1942)[3]
- Орден Красного Знамени (16.09.1945)
- Орден Красной Звезды (03.11.1944)
- Орден Отечественной войны 1-й степени (24.02.1945)
- Орден Отечественной войны 2-й степени (18.08.1945)
- Медаль «За оборону Москвы» (?)
- Медаль «За победу над Германией в Великой Отечественной войне 1941—1945 гг.» (?)
- Медаль «За победу над Японией» (?)